# Flemming Kistrup
Flemming Kistrup (9 de abril de 1959) es un expiloto de motociclismo danés, que compitió en el Campeonato del Mundo de Motociclismo desde 1984 hasta 1990.

## Biografía
Kistrup comienza su carrera en la última cita de la temporada de 1984 en el Gran Premio de Suecia de 125cc con una MBA en el que se tiene que retirar. Repite la misma experiencia en 1985 y el año siguiente participará en más carreras aunque tiene problemas para entrar en la parrilla oficiales. Ese año también participó en el Campeonato de Europa, cosechando una cuarta posición en Checoslovaquia, dos quinto pùestos en Italia y Finlandia y un décimo puesto en Alemania, finalizando la temporada en octavo lugar. 
En 1987, inscribirá su primer punto en el Campeonato Mundial de 125 con su MBA, con el 10.º lugar al Gran Premio de Francia. En el marco europeo, hará un magnífica temporada en la cilindrada de 125 acabando en la cuarta posición en la general con un podio en Assen. 
Las cosas no mejorarían en el Mundial en 1988, que había cambiado MBA por Derbi, a pesar de que lograría un magnífico noveno puesto en el Gran Premio de Suecia acabando en la 31.ª posición al final de la temporada. Las cosas mejoraron ligeramente en 1987 al fichar por Honda en el mismo equipo que si compatriota Thomas Møller-Pedersen, acabando en el 21.ª posición final en el campeonato. En el Europeo, acabará sexto en la clasificación general con dos podios en Suecia y Francia. 
Su última temporada en activo siguió en el mismo equipo en el Mundial donde consigue puntuar en dos Grandes Premios y acabará en la posición 35.

## Resultados en el Campeonato del Mundo
Sistema de puntuación desde 1969 hasta 1987:
| Posición | 1.º | 2.º | 3.º | 4.º | 5.º | 6.º | 7.º | 8.º | 9.º | 10.º |
| Puntos   | 15  | 12  | 10  | 8   | 6   | 5   | 4   | 3   | 2   | 1    |

Sistema de puntuación desde 1988 hasta 1991:
| Posición | 1.º | 2.º | 3.º | 4.º | 5.º | 6.º | 7.º | 8.º | 9.º | 10.º | 11.º | 12.º | 13.º | 14.º | 15.º |
| Puntos   | 20  | 17  | 15  | 13  | 11  | 10  | 9   | 8   | 7   | 6    | 5    | 4    | 3    | 2    | 1    |

### Carreras por año
(Carreras en negrita indica pole position; Carreras en cursiva indica vuelta rápida)
| Año  | Clase | Moto  | 1     | 2     | 3       | 4       | 5       | 6       | 7       | 8       | 9       | 10      | 11      | 12      | 13      | 14     | 15    | Pts. | Pos. |
| ---- | ----- | ----- | ----- | ----- | ------- | ------- | ------- | ------- | ------- | ------- | ------- | ------- | ------- | ------- | ------- | ------ | ----- | ---- | ---- |
| 1984 | 125cc | MBA   |       | NAC - | ESP -   |         | ALE -   | FRA -   |         | NED -   |         | GBR -   | SUE Ret | RSM -   |         |        |       | 0    | -    |
| 1985 | 125cc | MBA   |       | ESP - | GER -   | NAT -   | AUT -   |         | NED -   | BEL -   | FRA -   | GBR -   | SWE Ret | RSM -   |         |        |       | 0    | -    |
| 1986 | 125cc | MBA   | ESP - | NAT - | GER DNQ | AUT -   |         | NED -   | BEL DNQ | FRA DNQ | GBR -   | SWE DNQ | RSM Ret | BWU 19  |         |        |       | 0    | -    |
| 1987 | 125cc | MBA   |       | SPA - | GER -   | NAT Ret | AUT 14  |         | NED -   | FRA 10  | GBR 11  | SWE Ret | CZE Ret | RSM 14  | POR Ret |        |       | 1    | 25.º |
| 1988 | 125cc | Derbi |       |       | ESP DNQ |         | NAT -   | GER DNQ | AUT DNQ | NED 24  | BEL DNQ | YUG -   | FRA 22  | GBR DNQ | SWE 9   | CZE 23 |       | 7    | 31.º |
| 1989 | 125cc | Honda | JPN - | AUS - |         | SPA Ret | NAT -   | GER 21  | AUT 19  |         | NED 18  | BEL 21  | FRA 7   | GBR 15  | SWE 8   | CZE 18 |       | 18   | 21.º |
| 1990 | 125cc | Honda | JPN - |       | SPA 16  | NAT Ret | GER Ret | AUT 21  | YUG DNQ | NED 25  | BEL Ret | FRA 14  | GBR 19  | SWE 22  | CZE 15  | HUN 21 | AUS - | 3    | 35.º |